# Pneumocystis jirovecii
Pneumocystis jirovecii (лат.) — вид грибов-аскомицетов, внеклеточный патоген лёгких, который вызывает пневмонию у людей, имеющих иммунодефицитный статус, прошедших процесс трансплантации внутренних органов, химиотерапию, или имеющих врождённые пороки. Хотя P. jirovecii классифицируется как гриб, он не поддаётся лечению стандартными противогрибковыми средствами.
На сегодняшний день название возбудителя пневмоцистной пневмонии — Pneumocystis carinii — изменено на Pneumocystis jirovecii в честь чешского учёного-паразитолога Отто Йировеца (1907—1972), который первым описал этот микроорганизм как причину заболевания человека. В целом этот вид впервые был описан бразильским врачом Карлусом Шагасом в 1909 году после обнаружения его в лёгких у крыс. Вследствие этого микроорганизм был назван возбудителем заболевания Шагаса и рассматривался как одна из форм развития американской трипаносомы (Trypanosoma cruzi). Повторно и подробно пневмоцисты были описаны годом позже в работе Антонио Карини, руководителя бразильского Пастеровского института. Своё исследование и его материалы Карини переслал в Пастеровский институт в Париже, сотрудники которого супруги Пьер и Эжени Деланоэ в 1912 году показали, что описанный Шагасом микроорганизм не является стадией развития американской трипаносомы, и выделили его в отдельный вид под названием Pneumocystis carinii, в честь Карини. В 1942 году Стеффен Ламберт Бруг и Г. ван дер Меер впервые описали пневмоцистоз у человека.
Таксономическое положение P. jirovecii долгое время оставался предметом споров, однако в результате исследований учёные пришли к выводу, что микроорганизм принадлежит к царству грибов. Изучение митохондриальных белков, основных ферментов (тимидилатсинтазы и дигидрофолатредуктазы) и нуклеотидной последовательности рРНК показало, что P. jirovecii ближе к грибам, чем к простейшим. Изучение биологии P. jirovecii осложняется тем, что микроорганизм не растёт в культуре. В своём развитии он проходит несколько стадий, образуя мелкие полиморфные трофозоиты (1—4 мкм), предцисты и цисты (5—8 мкм). Цисты окружены толстой клеточной стенкой, имеют сферическую форму и до 8 спорозоитов. Трофозоиты являются амёбоидными по внешнему виду и имеют одну или более прозрачных сферических вакуолей и одно ядро в цитоплазме. Внутрицистные тела полиморфные, амёбоидные или удлинённые. Некоторые зрелые цисты имеют внутрицистные органы и большое количество трофозоитов внутри сотоподобного материала в альвеолярном пространстве.
В жизненном цикле P. jirovecii чередуются бесполое (на стадии трофозоитов) и половое размножение, заканчивающееся выходом из цист спорозоитов. Внутриклеточное паразитирование не обнаружено. Микроорганизм имеет примитивные органеллы, метаболизм его почти не изучен.
Микроорганизм является широко распространённым, может быть обнаружен у человека и многих животных. Несмотря на морфологическое сходство выделенных возбудителей, их молекулярные и антигенные различия указывают на существование различных штаммов P. jirovecii. Принадлежность микроорганизма к царству грибов поднимает новые вопросы относительно стадий развития организма, которые ранее не были описаны, и источников заражения.